# 메시에 88
메시에 M88은 머리털자리에 위치한 나선 은하이다. 세이퍼트 은하 2형에 속한다.

## 같이 보기
- 메시에 천체 목록
- 메시에 98